# 11 tháng 1
Ngày 11 tháng 1 là ngày thứ 11 trong lịch Gregory. Còn 354 ngày trong năm (355 ngày trong năm nhuận).

## Sự kiện
- 937 – Cho rằng không thể chống lại nổi liên quân Khiết Đan-Thạch Kính Đường, Hoàng đế Lý Tòng Kha của triều Hậu Đường cùng hoàng hậu, thái hậu lên lầu Huyền Vũ tại kinh thành tự thiêu, tức ngày Tân Tị (26) tháng 11 nhuận năm Bính Thân.
- 947 – Quân Khiết Đan đánh chiếm kinh thành của triều Hậu Tấn, Hoàng đế Thạch Trọng Quý bị bắt giữ, Hoàng đế Khiết Đan Da Luật Đức Quang lệnh Thạch Trọng Quý cởi bỏ hoàng bào, tức ngày Quý Dậu (17) tháng 12 năm Bính Ngọ.
- 1551 – Bayinnaung trở thành vị quân chủ thứ ba của triều đại Taungoo tại Miến Điện.
- 1787 – William Herschel phát hiện ra hai vệ tinh của sao Thiên Vương là Titania và Oberon.
- 1805 – Lãnh thổ Michigan của Hoa Kỳ được hình thành.
- 1851 – Vào dịp kỷ niệm sinh nhật theo âm lịch của mình, Hồng Tú Toàn bái Thượng đế hội chúng tại Kim Điền thôn, Quế Bình, Quảng Tây, tiến hành khởi nghĩa, đặt hiệu là Thái Bình Thiên Quốc, tức 10 tháng 12 năm Canh Tuất.
- 1960 – Chủ tịch Hồ Chí Minh trồng cầy đa tại Công viên Thống nhất mở đầu Tết trồng cây do Người phát động.
- 1861 – Alabama ly khai khỏi Hoa Kỳ.
- 1908 – Vườn quốc gia Grand Canyon tại Hoa Kỳ được hình thành.
- 1913
  - Mông Cổ và Tây Tạng ký kết việc thừa nhận độc lập chủ quyền lẫn nhau tại Ulan Bator, tức Điều ước Mông-Tạng.
  - Xe ô tô mui kín lần đầu tiên được trưng bày tại Cuộc triển lãm ô tô lần thứ 13 tổ chức tại New York, Mỹ.
- 1919 – România tái sáp nhập Transilvania.
- 1922 – Insulin lần đầu tiên được sử dụng để điều trị bệnh đái tháo đường trên người.
- 1923 – Quân đội Pháp và Bỉ xâm lược vùng Ruhr nhằm buộc Cộng hòa Weimar bồi thường hậu quả sau Chiến tranh thế giới thứ nhất.
- 1927 – Người đứng đầu hãng Metro-Goldwyn-Mayer (MGM) là Louis B. Mayer tuyên bố thành lập Viện Hàn lâm Khoa học và Nghệ thuật Điện ảnh tại Los Angeles, Hoa Kỳ.
- 1935 – Amelia Earhart trở thành người đầu tiên trên thế giới một mình bay từ Hawaii tới California.
- 1940 – Chiến tranh Trung-Nhật: Trận chiến đèo Côn Lôn ở Quảng Tây kết thúc.
- 1946 – Tổng Bí thư Đảng Lao động Albania Enver Hoxha tuyên bố thành lập Cộng hòa Nhân dân Xã hội Chủ nghĩa Albania, bản thân ông trở thành nguyên thủ quốc gia.
- 1972 – Đông Pakistan đổi tên thành Bangladesh.
- 1973 – Bộ đội tên lửa, binh chủng đầu tiên của Quân đội Nhân dân Việt Nam được Nhà nước tuyên dương đơn vị Anh hùng lực lượng vũ trang nhân dân.
- 1989 – 149 quốc gia đã họp ở Pari để thảo luận và quyết định loại trừ vũ khí hoá học. Trong lời tuyên bố sau cùng, các nước tham gia đồng thanh chống lại việc chế tạo và tàng trữ vũ khí hoá học.
- 1990 – Thành lập Viện Chiến lược Quốc phòng - tiền thân là Viện Chiến lược Quân sự.

## Ngày sinh
- 347 – Theodosius I, hoàng đế của Đế quốc La Mã (m. 395)
- 889 – Abd-al-Rahman III, Emir và Khalip của Córdoba (m. 961)
- 1732 – Peter Forsskål, nhà tự nhiên học, Đông phương học người Thụy Điển (m. 1763).
- 1757 – Alexander Hamilton, nhà kinh tế học, chính trị gia, triết gia người Mỹ (m. 1804)
- 1842 – William James, triết gia, nhà tâm lý học người Mỹ (m. 1910)
- 1868 – Thái Nguyên Bồi, nhà giáo dục người Trung Quốc, tức 17 tháng 12 năm Đinh Mão (m. 1940)
- 1906 – Albert Hofmann, nhà hoá học người Thuỵ Sĩ
- 1924 – Roger Guillemin, nhà thần kinh học người Pháp, đoạt giải Nobel
- 1934
  - Jean Chrétien, chính trị gia người Canada, thủ tướng của Canada
  - Charles Antony Richard Hoare, nhà khoa học máy tính người Sri Lanka-Anh
- 1941 – Gérson, cầu thủ bóng đá người Brasil
- 1951 – Nguyễn Thị Doan, nhà giáo dục, chính trị gia người Việt Nam
- 1957 – Bryan Robson, cầu thủ và huấn luyện viên bóng đá người Anh
- 1961 – Karl von Habsburg, chính trị gia người Đức-Áo
- 1971 – Mary J. Blige, ca sĩ-người viết ca khúc, Diễn viên người Mỹ
- 1972
  - Amanda Peet, Diễn viên người Mỹ
  - Marc Blucas, Diễn viên người Mỹ
  - Konstantin Yuryevich Khabensky, Diễn viên người Nga
- 1975 – Matteo Renzi, chính trị gia người Ý
- 1977 – Jérôme Kerviel, giao dịch viên chứng khoán người Pháp
- 1982 – Son Ye Jin, Diễn viên người Hàn Quốc
- 1982 – Denis Alexeyevich Kolodin, cầu thủ bóng đá người Nga
- 1983 – Hàn Tuyết, Diễn viên, ca sĩ người Trung Quốc
- 1985 – Trương Lỗi, cầu thủ bóng chuyền người Trung Quốc
- 1992
  - Dani Carvajal, cầu thủ bóng đá người Tây Ban Nha
  - Lee Seunghoon, ca sĩ Hàn Quốc, thành viên nhóm nhạc Winner (nhóm nhạc)
- 1993 – Will Keane, cầu thủ bóng đá người Anh
- 1996 – Leroy Sane, cầu thủ bóng đá người Đức
- 1997 – Cody Simpson, ca sĩ-người viết ca khúc, nhạc công guitar người Úc
- 2000 – Lee Chae-yeon, ca sĩ, thành viên nhóm nhạc IZ*ONE

## Ngày mất
- 314 – Giáo hoàng Miltiadê (Latinh: Miltiades hay Malchiadus)
- 705 – Giáo hoàng Gioan VI (Tiếng Latinh: Johnnes VI) (m. 655)
- 1753 – Hans Sloane, thầy thuốc người Ireland (m. 1660)
- 1850 – Nguyễn Phúc Vĩnh Gia, phong hiệu Phương Duy Công chúa, công chúa con vua Minh Mạng (s. 1821)
- 1882 – Theodor Schwann, nhà sinh lý học người Đức (m. 1810)
- 1891 – Georges Eugène Haussmann, chính trị gia và quy hoạch sư người Pháp (s. 1809)
- 1952 – Jean de Lattre de Tassigny, tướng lĩnh người Pháp (s. 1889)
- 1966 – Alberto Giacometti, nhà điêu khắc người Thụy Sĩ (s. 1901)
- 1988 – Isidor Isaac Rabi, nhà vật lý học người Ba Lan-Mỹ, đoạt giải Nobel (s. 1898)
- 1991 – Carl David Anderson, nhà vật lý học người Mỹ, đoạt giải Nobel (s. 1905)
- 2008 – Edmund Hillary, nhà thám hiểm người New Zealand (s. 1919)
- 2013
  - Nguyễn Khánh, tướng lĩnh và chính trị gia người Việt Nam, nguyên thủ của Việt Nam Cộng hòa (s. 1927)
  - Aaron Swartz, lập trình viên máy tính và nhà hoạt động Internet người Mỹ (s. 1986)
- 2014 – Ariel Sharon, chính trị gia và tướng lĩnh người Israel, thủ tướng của Israel (s. 1928)

## Những ngày lễ và kỷ niệm
- Albania – Ngày Cộng hòa (1946)